# Ama Biney
Ama Biney (geb. vor 1970) ist eine ghanaisch-britische Historikerin, Journalistin und Politikwissenschaftlerin. Ihre Forschungsschwerpunkte sind afrikanische und karibische Geschichte, die Geschichte der Schwarzen in Großbritannien und die Beziehungen zwischen Ghana und dem Vereinigten Königreich.

## Ausbildung
Ama Biney absolvierte ihr Grundstudium an der University of Birmingham in African Studies. An der School of Oriental & African Studies in London erwarb sie 1988 einen Masterabschluss in Government & Politics of West and Southern Africa. 2007 promovierte sie an der University of London mit einer Dissertation über den ersten Präsidenten Ghanas Kwame Nkrumah zur PhD.

## Karriere
Nach ihrem Masterabschluss arbeitete Biney 10 Jahre lang als Journalistin beim West Africa Magazine und unterrichtete afrikanische Migranten und Flüchtlinge im Londoner Africa Research & Information Bureau (ARIB) in IT-Fragen. Nach ihrer Promotion war sie an Institutionen wie der Middlesex University und dem Birkbeck College, University of London tätig. Aktuell ist sie Dozentin für Black British History an der University of Liverpool. Außerdem hat sie einen Lehrauftrag für afrikanische und karibische Geschichte sowie internationale Beziehungen an der Webster University Ghana in Accra. Sie ist regelmäßige Autorin in Publikationen wie dem New African-Magazin, den African Studies Quarterly, South African History Online und den Pambazuka News, für die sie auch zeitweise als Chefredakteurin tätig war. Ihrem Selbstverständnis nach ist sie unabhängige panafrikanische Wissenschaftlerin und Aktivistin, die sich in Steve Bikos Tradition "writing what she likes" sieht.
Ama Biney ist in der 2019 erschienenen Anthologie New Daughters of Africa von Margaret Busby mit dem Text „Creating the New Man in Africa“ vertreten.

## Veröffentlichungen (Auswahl)

### Bücher
- The Political and Social Thought of Kwame Nkrumah. Palgrave Macmillan, 2011, ISBN 978-0-230-11334-3 (englisch).
- Ama Biney, Adebayo Olukoshi: Speaking Truth to Power: Selected Pan-African Postcards of Tajudeen Abdul-Raheem. Pambazuka Press, 2010, ISBN 978-1-906387-85-3 (englisch).

### Artikel
- Landnahme in Afrika (Original:https://afrique-europe-interact.net/218-1-grundsatztext.html). linksnet.de, 18. März 2010.
- "Resisting hegemony: 10 years of Pambazuka News", The Patriotic Vanguard, 15. Oktober 2010.
- "Mugabe: Villain or Hero?", Pambazuka News, 20. Dezember 2012.
- "What should reparations for slavery entail?", Pambazuka News, 15. Dezember 2016.
- "What Should Reparations for Slavery Entail?", Truthout, 3. Januar 2017.
- "Letter to 'Man-Africanists' on International Women's Day", Pambazuka News, 9. März 2017.
- "Cry my beloved South Africa: The cancer of Afrophobia", Pambazuka News, 23. März 2017.
- "Creating the new man in Africa", Pambazuka News, 27. April 2017.
- "Decolonial Turns and Development Discourse in Africa: Reflections on Masculinity and Pan-Africanism", Africanus: Journal of Development Studies 43 (2), 2017, pp. 78–92.
- "Winnie Mandela: rock of Azania and Africa", Pambazuka News, 19. April 2018.
- "Modern-day Uncle Toms and Aunt Jemimas", Make It Plain, 3. April 2021.
- "Black History Month on White terms", Make It Plain, 22. Oktober 2021.